# Azua (prowincja)
Azua – jedna z 32 prowincji Dominikany. Stolicą prowincji jest miasto Azua.

## Opis
Prowincja zajmuje powierzchnię 2 683 km² i liczy 214 311 mieszkańców 1 grudnia 2010.

## Gminy
- Azua (Azua de Compostela) – powierzchnia 416 km² – ludność 91 345 (2010)
- Estebanía – powierzchnia 213 km² – ludność 5 640 (2010)
- Guayabal – powierzchnia 236 km² – ludność 5 263 (2010)
- Las Charcas – powierzchnia 247 km² – ludność 11 243 (2010)
- Las Yayas de Viajama – powierzchnia 431 km² – ludność 17 620 (2010)
- Padre Las Casas – powierzchnia 574 km² – ludność 20 041 (2010)
- Peralta – powierzchnia 129 km² – ludność 15 257 (2010)
- Pueblo Viejo – powierzchnia 48,1 km² – ludność 11 235 (2010)
- Sabana Yegua – powierzchnia 114 km² – ludność 19 020 (2010)
- Tábara Arriba – powierzchnia 275 km² – ludność 17 647 (2010)